# Chippenham
Chippenham – miasto w Wielkiej Brytanii, w Anglii w hrabstwie Wiltshire, położone ok. 20 km od Bath nad rzeką Avon, 6 km od autostrady M 4. Motto miasta: Unity and loyalty (Jedność i lojalność). 

## Nazwa
Założone w roku 600 miasto nosiło saksońską nazwę Cippa, oznaczającą osadę nadrzeczną. Według innych źródeł, miasto pochodzi od słowa caep oznaczającego targ. 

## Miasta partnerskie
- Friedberg
- La Flèche

## Ważniejsze wydarzenia
- Festiwal sztuki ludowej Chippenham folk festival, zwykle od 26 do 30 maja.
- Coroczny festiwal pamięci Eddiego Cochrana, który zginął w wypadku w tym mieście 17 kwietnia 1960.